# Kesikkaya, Terme
Kesikkaya là một xã thuộc huyện Terme, tỉnh Samsun, Thổ Nhĩ Kỳ. Dân số thời điểm năm 2010 là 468 người.